# Ленін — гриб
«Ленін — гриб» — телевізійний сюжет-містифікація, підготовлений музикантом Сергієм Курьохіним і журналістом Сергієм Шолоховим і вперше показаний у телевізійній передачі «П'яте колесо» 17 травня 1991 року на ленінградському телебаченні. Сюжет будується в вигляді інтерв'ю, яке Сергій Шолохов брав у Сергія Курьохіна.

## Зміст
Творці передачі зі серйозним виглядом подали як істину власну вигадку, що Ленін у великих кількостях вживав галюциногенні гриби й сам в результаті перетворився на гриб. Ця явно абсурдна теза не подавалася глядачеві відразу — замість цього створювалася ілюзія певного логічного міркування з цитатами з різноманітних джерел (аж до того, що Курьохін у словах про свою мексиканську експедицію посилається на творчість Карлоса Кастанеди). Ефект правдоподібності створювався шляхом маніпуляцій — підтасуванням фактів і плутаного викладу, що сам по собі не мав глибокого сенсу, але майстерно подавалося автором як «наукове обґрунтування».
У сюжеті стверджувалося, що Ленін насправді був грибом, а також керованою з Мексики радіохвилею. Як докази наводилися такі «аргументи», як: схожість розрізу броньовика, з якого виступав Ленін, і грибниці мухомора, твердження, що «нінель» («Ленін» навпаки) — це французька страва з грибів, і таке інше.

…І, відповідно, у радіохвилю. Тобто людина стає й грибом, і радіохвилею в єдиному образі, розумієте? І зараз я вам скажу те, що найголовніше, до чого я все це веду. А те, що у мене є абсолютно неспростовні докази, що вся Жовтнева революція робилася людьми, які багато років споживали відповідні гриби. І гриби в процесі того, як вони споживались цими людьми, витісняли в цих людях їхню особистість, і люди ставали грибами. Тобто я всього-на-всього хочу сказати, що Ленін був грибом. Грибом, більше того, він був не тільки грибом, він був ще окрім всього й радіохвилею. Розумієте?..

<…> 

Одного разу я натрапив на фразу з листа Леніна Плеханову. Фраза звучить так: «Вчора об'ївся грибів, почував себе дивовижно». 

<…> 

Подивіться на секунду ось сюди. Бачите? Ленін постійно з різними людьми, подивіться уважно, праворуч стоїть якийсь хлопчик (ми ще до нього повернемось). Ось він знову, бачите? У Леніна весь час якийсь хлопчик поруч. Так, ось бачите, ми перейшли на іншу частину фільму… знову той же самий хлопчик. Бачите, ось він, ось пройшов. Трошки вже по іншому пострижений, але той же самий хлопчик. Справа в тому, що з Леніним поруч постійно знаходиться якийсь хлопчик.
Сашко перебував при Леніні невідлучно, бо знав кожну стежку, він знав усі грибні місця й водив Леніна до всіх грибних місць, як ми могли переконатися з фільму. Це ніякі не домисли.
— Сергій Курьохін

## Ідея
Вдова Сергія Курьохіна в інтерв'ю «Комсомольській правді» розповіла історію виникнення цієї телепередачі:

Ідея програми народилася так: якось Сергій побачив передачу про смерть Сергія Єсеніна. Автор програми вибудовував доказ того, що поета вбили, на абсолютно абсурдних речах. Показували фотографії похорону Єсеніна й за кадром говорили: «Подивіться, куди дивиться цей чоловік, а ось цей дивиться в інший бік, і це означає, що Єсеніна вбили…» Сергій подивився програму й сказав мені: «Так можна довести все, що завгодно».

За версією Дмитра Галковського, одним із можливих джерел курьохінської «теорії» є цитата з твору Олександра Солженіцина «Березень сімнадцятого»:

…Голову носив Ленін як щось дорогоцінне й хворе. Апарат для миттєвого прийняття безпомилкових рішень, для знаходження разючих аргументів, — апарат цей низькою мстивістю природи був хворобливо і якось, наче розгалужено уражений, все в нових місцях відгукуючись. Напевно, як проростає цвіль в масивному шматку живого — хліба, м'яса, гриба, — нальотом зеленуватої плівки та ниточками, що йдуть в глибину: так наче й усе ще ціле і все зачеплене, невискрібно, і коли болить голова, то не всю відчуваєш її хворою, а от такими окремими поверхнями і ниточками.

Трохи нижче слідує ще більш явне порівняння — Ленін зустрічає в лісі вершницю, яка «сиділа незворушно або сумно, дивилася тільки перед собою під ухил дороги, не зиркнула ні на обеліск, ні на погано одягненого, внизу до лавки придавленого, в чорному казанку гриба».
В «грибному контексті» письменник згадується в нарисі того ж Галковського:

У цьому колі першому, за дивним збігом обставин Кривошеїн зустрівся з Солженіциним і Левом Копельовим. І там в приватних бесідах пояснив молодим аборигенам:
— Ленін, Ленін. А хто такий Ленін. Та так, гриб. Не було ніякого Леніна.

## Резонанс
В інтерв'ю журналу «Селянка» Сергій Шолохов повідомляв:
 — Хто-небудь сприйняв цю передачу всерйоз?
 — Наступного дня після ефіру до Галини Барінової, яка в обкомі партії займалася ідеологією, прийшла делегація старих більшовиків і вимагали відповідь на питання: чи правда, що Ленін — гриб? «Ні!» — сказала Галина Барінова. «Але як же, вчора по телевізору сказали…». «Неправда», — відповіла вона та вимовила фразу, яка ввела нас з Курьохіним в шок: «Тому що ссавці не можуть бути рослинами». В газеті «Зміна» я виступив із спростуванням тверждення Галини Барінової. Ми цілу годину доводили, що гриби — це окреме царство, а не рослини чи тварини.
— Інтерв'ю С. Шолохова журналу «Крестьянка», грудень 2008